# İslâm II Girej
Islam II Girej (chan derwiszów) – chan krymski w latach 1584–1588. Osadzony na tronie przez sułtana w miejsce brata Mehmeda II Gireja, który został zamordowany. W przeciwieństwie do swojego poprzednika, zachowywał się w stosunku do sułtana osmańskiego bardzo potulnie i pokornie. Bardzo religijny.
W młodości przez wiele lat mieszkał w Stambule i Konya jako zakładnik. Później udał się do klasztoru derwiszów w Bursie, stąd przydomek chan derwiszów oraz nadmierna religijność.
Osadzony na tronie w miejsce brata, który nie chciał podporządkować się woli sułtana i oblegał turecką Kaffę.
Jego panowanie charakteryzowało się krwawymi walkami z synem Mehmeda II Gireja, Saadet II Girejem, który był popierany przez Nogajów. Saadet na krótko przepędził Islama z Bachczysaraju, lecz ten powrócił znów na tron przy pomocy Turcji.
W czasie jego czteroletniego panowania odbyły się dwie nieudane wyprawy przeciwko Moskwie (1584 i 1587).